# Carrier (videojuego)
Carrier es un videojuego de terror para Sega Dreamcast, notable, en parte, por ser totalmente en 3D; entonces todavía una rareza para la supervivencia de juegos de terror, cual exhibió sobre todo personajes en 3D sobre fondos prerrenderizados. También, su ambiente de una nave en el mar fue utilizado más adelante por el videojuego de Ubisoft Cold Fear, un juego con muchas semejanzas en jugabilidad y ambiente a Carrier. Aunque Carrier es el juego más extensamente aceptado, una adaptación a PlayStation 2 fue planeada pero luego cancelada. En Carrier los jugadores asumen los papeles separados de un equipo de investigación que fue dividido de un ataque sorpresa.

## Características de jugabilidad
A pesar de las cualidades básicas de los controles del juego, hay características adicionales al juego que hizo de Carrier único.
- Puntería: Aunque los jugadores apuntan mientras que su personaje se coloca en el lugar, los jugadores tienen la capacidad de centrar su fuego en áreas fijadas de los cuerpos de sus enemigos.

Una vez que el jugador apunta a un enemigo, un círculo de triángulos azules minúsculos indica áreas vitales en un enemigo que pueda ser amputado por ejemplo los brazos, las cabezas y a veces incluso los torsos.
- Explosivos: Durante el curso del juego, los jugadores están enfrentados con ciertas puertas o áreas bloqueadas que no pueden ser penetradas a menos que el jugador obtenga explosivos con temporizador.

Estos explosivos, fijados una vez en la tierra, detonan después de cinco segundos, dando al jugador un cierto tiempo para evacuar antes de la detonación.
El radio de la ráfaga de estos explosivos es relativamente pequeño, pero son letales, por lo que es necesario para el jugador huir de la bomba antes de que estalle.
A pesar de ser utilizado como una herramienta, los explosivos también se pueden usar como armas para los enemigos lentos que trabajan en grupos.
Sin embargo, como estos explosivos no pueden ser arrojados y ya que una bomba solo se puede establecer en un momento, el jugador tiene que crear estrategias antes de usarlos como arma.
- Mira telescópica BEM-T3: Al principio en el juego, los jugadores reciben una mira telescópica infrarroja utilizados para la guerra de peligro biológico para determinar si algunas personas están infectadas con infecciones particulares.

Durante el juego, este dispositivo ayuda a los jugadores a determinar si ciertos personajes (PNJ en este caso) son infectados con la propagación mutagénica sobre el barco.
Carrier también contiene por lo menos dos notables errores y fallos. El primero es que el juego de vez en cuando entra en un modo 3D trazado de líneas sin razón alguna. En otras situaciones, la pistola (llamada el 11'teen O' Clock) se llama y se describe como un lanzallamas.